# Tarpé Mills
Tarpé Mills, pseudonyme de June Mills, née le 25 février 1918 et morte en 1988, est une autrice de comics américaine, créatrice du personnage de Miss Fury.

## Biographie
June Mills naît le 25 février 1918. Après avoir suivi des études d'art à l'Institut Pratt de New York elle crée de nombreux comics : Devil's Dust, The Cat Man, The Purple Zombie et Daredevil Barry Finn pour plusieurs maisons d'édition dont Prize Comics (en), Centaur Publications et Famous Funnies. Elle utilise dès cette époque le pseudonyme « Tarpé Mills », moins féminin. C'est cependant avec Miss Fury qui est publié pour la première fois le 6 avril 1941 qu'elle connaît un grand succès. Le strip, qui commence par une planche dominicale est diffusé par Bell Syndicate à partir du 6 avril 1941 et publié dans de nombreux journaux. Elle choisit un pseudonyme, en prenant le nom de jeune fille de sa mère qui ne permet pas de deviner son sexe,,  pour que les lecteurs pensent que l'auteur de ce comics d'aventure est un homme mais ce subterfuge tombe lorsque son succès l'amène à accorder des interviews et à être photographiée. Elle dessine Miss Fury jusqu'en 1951. Elle quitte alors le monde des comics mais y revient en 1971 chez Marvel Comics où elle dessine des histoires dans le romance comics Our Love Story. Elle meurt en 1988.
Début 2019, le jury des prix Eisner annonce son inscription au temple de la renommée Will Eisner à titre posthume lors de la cérémonie de remise des prix prévue le 19 juillet 2019 au Comic-Con de San Diego.

## Miss Fury
Miss Fury est la création la plus importante de Tarpé Mills. Le personnage est une jeune femme riche désœuvrée, Marla Drake, qui revêt un costume de panthère noire la couvrant des pieds à la tête avec seulement le bas du visage visible. Elle ressemble physiquement à sa créatrice.

## Analyse stylistique
Tarpé Mills dessine ses personnages en accentuant un aspect sensuel présent dans des dessins où ses héroïnes sont en déshabillé ou prenant un bain à bulles, ce qui amène des journaux à ne pas publier ces strips jugés offensants.